# Anna Terrón i Cusí
Anna Terrón i Cusí (ur. 6 października 1962 w Barcelonie) – hiszpańska i katalońska polityk, od 1994 do 2004 deputowana do Parlamentu Europejskiego, urzędnik rządowy.

## Życiorys
Przez wiele lat związana z organizacjami młodzieżowymi socjalistów, pełniła w nich kierownicze funkcje. W styczniu 1994 objęła wakujący mandat posłanki do Parlamentu Europejskiego III kadencji. W wyborach w tym samym roku oraz w 1999 z ramienia Hiszpańskiej Socjalistycznej Partii Robotniczej (jako kandydatka autonomicznej Partii Socjalistów Katalonii) uzyskiwała reelekcję na IV i V kadencję. Była członkinią grupy socjalistycznej. Pracowała m.in. w Komisji Wolności i Praw Obywatelskich, Sprawiedliwości i Spraw Wewnętrznych. W PE zasiadała do 2004.
W tym samym roku została przedstawicielem Generalitat de Catalunya w Unii Europejskiej. W 2006 objęła stanowisko sekretarza ds. europejskich w rządzie Katalonii. Zasiadała w Komitecie Regionów. W 2010 została sekretarzem stanu w resorcie pracy, odpowiedzialnym za imigrację i emigrację.